# De Lisle
De Lisle (Де Лайл) — англійський безшумний магазинний карабін з інтегрованим глушником, розроблений в часи Другої світової війни.

## Історія створення
Цей карабін був розроблений з ініціативи південноафриканського інженера Вільяма Годфрі де Лайла, який працював в британському Міністерстві авіації. Вільям де Лайл почав свою «кар'єру» ще будучи в школі: в 16 років він вже конструював глушники для дрібнокаліберних гвинтівок, якими його приятелі полювали на кроликів. Перший безшумний карабін де Лайла на основі самозарядного 5,6-мм. Браунінга (FN Browning .22 Semi-automatic) дуже зацікавив майора Кемпбелла зі штабу Центру Управління Стратегічних Операцій Великої Британії (Combined Operations HQ).
Майор Кемпбелл запропонував де Лайлу сконструювати подібний самозарядний карабін для патрона 9×19 мм Парабелум, мотивуючи вибір патрона доступністю даного боєприпасу на території противника (цей патрон використовувався як англійцями, так і німцями). Однак де Лайл вніс зустрічну пропозицію: використовувати американський великокаліберний пістолетний патрон .45 ACP, з більш високою зупиняючою дією, більш сильним зарядом пороху і, головне, дозвуковою швидкістю кулі. Крім того, карабін мав бути неавтоматичним, оскільки звук клацання деталей при перезаряджанні був би голоснішим за шум пострілу. Майор погодився з аргументами і дав «добро» на розробку.

## Конструкція

### Складові
Карабін був зібраний з безлічі, здавалося б, несумісних запчастин. Затворна група і приклад — від англійської гвинтівки Лі-Енфілд № 1 / SMLE No.1, магазин — від автоматичного пістолета Кольт M1911, інші частини (ствол, ручка) — від американського Томсона М1.

### Спусковий механізм
Стандартний спусковий гачок був замінений оригінальним, з поперечними насічками, щоб палець стрільця не зіскакував під час пострілу. Щоб не шуміти при підготовці пострілу, на додаток до запобіжника був зроблений ручний взвод курка. Так, карабін можна було безпечно переносити зі зведеним запобіжником, а перед пострілом просто відвести назад курок, зводячи ударник.

### Приціл
Прицільні пристосування теж досить оригінальні. Планка вертикального рухомого прицілу мала насічки «1…6», для точної стрільби на відстань від 50 до 200 ярдів з кроком 50 ярдів. Змінна мушка кріпилася на рухомій підставці «ластівчин хвіст»: задній зріз мушки не давав відблисків і забезпечував чітку видимість мушки при будь-якому напрямку світла.

### Глушник
Одна з найважливіших складових карабіну De Lisle — його глушник. Всередині він складався з двох частин: передньої, на якій розташовувався багатокамерний сепаратор і задньої, яка утворювала розширювальну камеру (для газів) навколо ствола. На передній виступ ствольної коробки накручувався сталева (пізніше з алюмінієвого сплаву) труба (кожух), поздовжня вісь якої знаходилася набагато нижче осі каналу ствола. Всередині стінки камер глушника представляли собою збиті мідні шайби, зігнуті в різні сторони. Використання начебто важкої міді замість гуми, яку використали в інших подібних конструкціях (наприклад, в пістолеті Welrod), було продиктовано великим ресурсом таких шайб — понад 5000 пострілів, замість кількох десятків пострілів, які без помітного руйнування витримували гумові прокладки. Закручені в різні боки потоки газів в таких камерах глушили звук пострілу не гірше еластичної гуми.

## Виробництво
Карабін був настільки секретною зброєю, що його деталі замовлялися різним фірмам, щоб не можна було зрозуміти що це. Перша партія з 17 карабінів була випущена на автомобільному заводі Форда, знову ж таки з міркувань таємності. Після вдалих випробувань партія з 500 карабінів була замовлена фірмі «Стерлінг Армамент Компанії», кожен десятий з яких був «парашутного варіанту» — зі складним прикладом і пістолетною рукояткою.

## Бойове застосування
- Друга світова війна
- Корейська війна
- Війна в Малайї

Вперше De Lisle були застосовані на азійському театрі військових дій, в Бірмі, проти транспортних конвоїв японських військ. Після цією зброєю озброювалися американські і французькі парашутисти та британські командос на європейському театрі військових дій.

## Післявоєнний період
Після Другої світової війни британське військове відомство розпорядилось знищити всі карабіни De Lisle, побоюючись, що у післявоєнній плутанині така ефективна зброя потрапить до рук терористів. Зараз оригінальних De Lisle у світі налічується менше десятка.
Однак, відгукуючись на збільшений з боку колекціонерів попит, копії De Lisle випускаються і в наш час. Але зброя ця схожа на оригінальний De Lisle тільки зовні. Жоден уряд у світі не дозволить мати зброю цивільним особам, постріл з якої не чути взагалі. Тому у сучасних репліках De Lise американських і англійських фірм (на основі гвинтівки Лі-Енфілд, зроблені під патрони 5,56×45 мм або 7,62×51 мм) звук пострілу просто приглушається.